# Sulzbach (Lein)
Der Sulzbach ist ein 31⁄2 km langer Waldbach der Frickenhofer Höhe im baden-württembergischen Ostalbkreis. Nach südsüdöstlichem Lauf, anfangs auf der Gemeindegemarkung von Ruppertshofen, dann länger auf der von Täferrot, mündet er einen halben Kilometer flussabwärts der Flussbrücke in Täferrot gegen Ende von deren mittlerem Laufdrittel von links in die Lein.

## Geographie

### Verlauf
Der Sulzbach beginnt seinen Lauf ca. 1,3 km ostsüdöstlich der Ortsmitte von Ruppertshofen an der K 3253 nach Täferrot-Utzstetten. Dort setzt auf etwa 502 m ü. NHN nahe an einer auf einer älteren Karte noch eingetragenen Quelle ein Graben in den Löcherwiesen ein, der bald von einer Feldhecke begleitet ist und nach etwa 150 Metern westlichen Laufs nach Süden umknickt. Es ist der verbliebene östliche Oberlauf, der bergwärts nach Nordosten auf der anderen Seite der Kreisstraße in der Obertalmulde eine allenfalls 250 m lange Graben-Fortsetzung teils entlang eines Feldgehölzes besitzt, der wohl zuweilen auch Wasser führt.
Am Laufknick lief früher von Norden her ein weiterer kurzer Quellast zu, der auf einer älteren Karte noch eingetragen ist, auf aktuellen Karten aber nurmehr am Verlauf zweier Grundstücksgrenzen in der Muldenmitte ebenfalls von der Kreisstraße her erkennbar ist.
Während der Sulzbach nun durch die Löcherwiesen nach Süden zieht, begleitet ihn einige Meter über der Talmitte am rechten Hang ein etwa 200 Meter langer feuchter Graben, der offenbar an der Knickstelle nach rechts abzweigt, vielleicht der Rest einer alten Wiesenbewässerung. Kurz bevor dieser am Hang endet, tritt der Sulzbach selbst für die nächsten 350 Meter in eine Erlengalerie unter den Hangwiesen auf beiden Seiten ein, in der er, begradigt und befestigt, zuletzt auch den oben an der linken Hangkante stehenden Täferroter Einzelhof Koppenkreut passiert.
Gleich danach beginnt der geschlossene, bis zu den Hangkanten hoch reichende Talwald, in dem der Durchfluss des Sulzbachs sommers fast versiegen kann. Im Wald läuft der Bach in etwa zwei Meter breitem, mit Blockschutt überlagertem, mäandrierendem Bett recht naturnah, wenn auch oft mit Nadelholz am Ufer. Der Bachgrund ist steinig oder sandig. Auf manchen Abschnitten steht das Wasser fast still. Der Bach ist zuweilen steil eingetieft, auch mit überhängenden Ufern, anderswo sind diese flach und durch Sickerquellen sumpfig. Von den fortlaufend höheren Hängen laufen ihm auf seinem über zwei Kilometer langem Weg durch den Wald über ein halbes Dutzend kleiner namenloser Gerinne zu, die an Quellen am Oberhang beginnen und deren längstes fast 500 Meter lang ist; es sind teils wenig eingetiefte Gräben, teils sind sie auch klingenartig in den Hang eingeschnitten.
Auf etwas unter 410 m ü. NHN erreicht der Bach die Wiesenaue der Lein. Sich schlängelnd fließt er darin in einer Galerie aus vor allem Schwarzerlen, die kurz durch die querenden K 3258 von Täferrot nach Leinzell unterbrochen wird. Gut 100 Meter weiter erreicht er auf 402 m ü. NHN gegen Ende von deren mittlerem Laufdrittel das linke Ufer der Lein, nur etwa 200 Meter flussabwärts der Stelle, wo die größere „Gschwender“ Rot in sie einfließt und gut 500 Meter abwärts der Flussbrücke in Täferrot.
Der Sulzbach mündet nach etwa 3,4 km langem Lauf mit mittlerem Sohlgefälle von etwa 29 ‰ rund 100 Höhenmeter unterhalb seines Grabenanfangs an der K 3253.

### Einzugsgebiet
Das etwa 3,7 km² große Einzugsgebiet des Sulzbachs wird naturräumlich zur Frickenhofer Höhe gerechnet, einem Teil des Unterraums Albuchvorland des Östlichen Albvorlandes. Auf der Hochebene im Norden, wo nahe der Nordspitze dessen mit etwa 519 m ü. NHN höchster Punkt liegt, und auf den zum Tal hin entwässernden Teilen der begleitenden Höhensporne wird es zumeist ackerbaulich genutzt, ausgenommen in der oberen Talmulde der Löcherwiesen bis etwa auf 475 m ü. NHN herab, in talseitigen Randstreifen der Höhensporne sowie unten in der Leintalebene, wo fast überall Wiesen liegen. Unterhalb ungefähr der 495er Höhenlinie steht im Tal sonst überall Wald.
Anteil am Einzugsgebiet haben die Gemeinde Eschach mit einem unbesiedelten Randzwickel im Nordnordosten von weniger als einem Prozent der Fläche, die Gemeinde Ruppertshofen im Norden mit wenig über einem Drittel, zu welcher der Einzelhof Striethof auf der östlichen Wasserscheide gehört, und die Gemeinde Täferrot mit dem größten verbleibenden Anteil und ihren an der linken Talkante stehenden Einzelhöfen Koppenkreut und Buchmühle.
Reihum grenzen die Einzugsgebiete folgender Nachbargewässer an:
- Jenseits der rechten Wasserscheide im Südwesten und Westen gelangt der Abfluss zur anderen Seite über deren linke Zuflüsse vom Krubbach bis hinauf zum Ruppertshofener Haldenbach in die „Gschwender“ Rot, die der Lein zur etwa 200 Meter weit oberhalb des Sulzbachs zufließt;
- hinter dem oberen Teil der linken und nordöstlichen Wasserscheide grenzt das Einzugsgebiet des Götzenbachs an, der über 3 km weiter flussabwärts in die Lein einfließt;
- zwischen die Einzugsgebiete des Sulzbachs und des Götzenbach zwängt sich hinterm tieferen Teil dieser Wasserscheide dasjenige des Laubachs, der etwa 2 km unterhalb des Sulzbachs die Lein erreicht.

## Geologie
Im Einzugsgebiet des Sulzbachs liegen auf der Hochebene im Norden und auf den beiden langen Höhenspornen, die sich beidseits des tief eingeschnittenen Tales zur Lein hinziehen, Schichten des Schwarzjuras im Untergrund. Diese sind aber größtenteils durch Lösssediment aus quartärer Ablagerung überdeckt, so dass die einzigen Stellen, wo Schwarzjura direkt ansteht, die oberste Talmulde sowie die Ränder der beiden Höhensporne zum Waldtal hin sind. Dort folgen talwärts der Arietenkalk, der Angulatensandstein und zuunterst der Psilonotenton aufeinander.
Darunter setzt der Mittelkeuper ein. Dessen oberste Schicht Knollenmergel (Trossingen-Formation) füllt den Talgrund des offenen Obertal schon ab der Stelle, wo der Sulzbach in die Talmitte fließt, und streicht dann weiter abwärts im Waldtal an den Oberhängen aus, während der Talgrund im weiteren Talverlauf bis in den Stubensandstein (Löwenstein-Formation) eingekerbt ist. In dessen Schichthöhe mündet der Sulzbach auch.
Noch oberhalb des Gewässerlaufs ist in die obere Talmulde ein Band aus holozänen Schwemmland eingelagert, und ein solches setzt auch im untersten Waldtal wieder ein, weitet sich zur breiten Talebene des Leintals hin stark aus und besteht in dieser aus Auenlehmen. Etwa 300 Meter südöstlich des Buchhofs über der linken Talkante hat sich eine abgerutschte Scholle über den Knollenmergel und den oberen Stubensandstein geschoben.

## Natur und Schutzgebiete
Die Waldpartien des Sulzbachstals und seine Anteile an der Leintalaue liegen im weit darüber ausgreifenden Landschaftsschutzgebiet Welzheimer Wald mit Leintal. Der Ruppertshofener Gebietsanteil im Norden gehört zum Naturpark Schwäbisch-Fränkischer Wald.

## Tourismus
Ein mit blauem Punkt markierter Wanderweg des Schwäbischen Albvereins von Eschach nach Täferrot quert den Bachlauf in der Leinaue weniger als 100 Meter vor der Mündung. Ein Radweg von Durlangen über Tierhaupten ins Leintal hinab verläuft bis zu seinem Anschluss dort an den Leintalradweg nahe am Sulzbach durch sein Waldtal.

### LUBW
Amtliche Online-Gewässerkarte mit passendem Ausschnitt und den hier benutzten Layern: Lauf und Einzugsgebiet des Sulzbachs

Allgemeiner Einstieg ohne Voreinstellungen und Layer: Daten- und Kartendienst der Landesanstalt für Umwelt Baden-Württemberg (LUBW) (Hinweise)
1. 1 2  Höhe nach dem Höhenlinienbild auf dem Hintergrundlayer Topographische Karte.
2. ↑  Höhe nach grauer Beschriftung auf dem Hintergrundlayer Topographische Karte.
3. ↑  Länge nach dem Layer Gewässernetz (AWGN), ergänzt um ein kleines, auf der Gewässerkarte nicht berücksichtigtes Anfangsstück, das auf dem Hintergrundlayer Topographische Karte abgemessen wurde.
4. ↑  Einzugsgebiet abgemessen auf dem Hintergrundlayer Topographische Karte.
5. ↑  Länge abgemessen auf dem Hintergrundlayer Topographische Karte.
6. ↑  Natur teilweise nach dem Layer Geschützte Biotope.
7. ↑  Schutzgebiete nach den einschlägigen Layern.

### Andere Belege
1. ↑  Hansjörg Dongus: Geographische Landesaufnahme: Die naturräumlichen Einheiten auf Blatt 171 Göppingen. Bundesanstalt für Landeskunde, Bad Godesberg 1961. → Online-Karte (PDF; 4,3 MB)
2. ↑  Geologie nach den Layern zu Geologische Karte 1:50.000 auf: Mapserver des Landesamtes für Geologie, Rohstoffe und Bergbau (LGRB) (Hinweise)